# Phymateus morbillosus
Phymateus morbillosus is een rechtvleugelig insect uit de familie Pyrgomorphidae. De wetenschappelijke naam is gepubliceerd in 1758 door Linnaeus in de tiende editie van Systema naturae.